# Alessandra Sensiniová
Alessandra Sensiniová (* 26. ledna 1970 Grosseto) je italská windsurfařka. Je členkou Albaria Windsurfing Clubu.
V dětství se věnovala tenisu, košíkové i plavání, ve věku třinácti let se zaměřila na jachting. Startovala na šesti olympijských hrách. Ve třídě Mistral One Design získala v roce 1996 bronzovou medaili, v roce 2000 zvítězila a v roce 2004 byla opět třetí. Ve třídě RS:X obsadila v roce 2008 druhé místo a v roce 2012 byla devátá. Je také čtyřnásobnou mistryní světa v jachtingu: ve třídě Mistral z let 2000 a 2004 a ve třídě RS:X v letech 2006 a 2008. Na mistrovství Evropy v jachtingu zvítězila pětkrát (1997 a čtyřikrát po sobě 2000-2003).
V roce 2008 jí Mezinárodní jachtařská federace udělila cenu pro světovou jachtařku roku. V roce 2015 získala hvězdu na Chodníku slávy italského sportu v Římě. Je držitelkou Řádu zásluh o Italskou republiku a od roku 2017 působí ve funkci místopředsedkyně Italského olympijského výboru.